# Sibianor larae
Sibianor larae  (лат.) — вид аранеоморфных пауков из семейства пауков-скакунов (Salticidae) (Pelleninae). Вид рода Sibianor Logunov, 2001, который был описан российским зоологом Д. В. Логуновым (Новосибирск). Во многих статьях в 1943—1994 годах этот вид чаще фигурировал под другим названием (Sibianor aurocinctus).

## Распространение
Северная Евразия. Финляндия. Швеция. Эстония. Россия: Урал (Башкортостан, Пермская область, Челябинская область), Сибирь (Тюменская область), Северный (Охинский район) и Южный Сахалин (Пик Чехова, 1000 м, Анивский район).

## Описание
Мелкие пауки длиной около 2—3 мм. Длина карапакса 1,50—1,64 мм (самки) и 1,54—1,79 мм (самцы),
длина глазной области у самок 0,88—1,00 мм (ширина 0,91—1,01 спереди и 1,17—1,33 сзади), длина брюшка самок 1,80—2,47 мм (у самцов 1,66—1,90 мм), длина хелицер самок 0,37—0,50 (у самцов 0,48—0,54).
У самцов общая окраска карапакса от красной до оранжевой, глазное поле тёмно-коричневое, хелицеры коричневые, брюшко серое. У самцов бёдра первой пары ног тёмно-коричневые, голени красные; бёдра второй пары ног коричневые, голени оранжевые, лапки жёлтые; ноги III—IV пар от жёлтого до оранжевого цвета (иногда бёдра темнее). Окраска самок сходная, но II—IV пары ног полностью жёлтые. Название дано в честь Ларисы Б. Логуновой.